# Велика Ветерничка
Велика Ветерничка је насељено место у саставу општине Нови Голубовец у Крапинско-загорској жупанији, Хрватска. До територијалне реорганизације у Хрватској налазила се у саставу старе општине Златар-Бистрица.

## Становништво
На попису становништва 2011. године, Велика Ветерничка је имала 295 становника.

## Попис1991.
На попису становништва 1991. године, насељено место Велика Ветерничка је имало 391 становника, следећег националног састава:
| Попис 1991.‍  | Попис 1991.‍  | Попис 1991.‍ | Попис 1991.‍ | Попис 1991.‍ |
| ------------ | ------------ | ----------- | ----------- | ----------- |
|              |              |             |             |             |
| Хрвати       | Хрвати       |             | 380         | 97,18%      |
| остали       | остали       |             | 3           | 0,76%       |
| неопредељени | неопредељени |             | 1           | 0,25%       |
| непознато    | непознато    |             | 7           | 1,79%       |
| укупно: 391  |              |             |             |             |